# Exposició Universal de Viena (1873)
L'Exposició Universal de Viena (1873) va tenir lloc de l'1 de maig al 31 d'octubre de 1873 a Viena, Imperi Austrohongarès.
El tema d'aquesta exposició va ser "Cultura i educació". D'entre els molts edificis construïts per a l'exposició, dins el parc vienès de Prater, en destaca la Rotunde, una construcció emblemàtica que tenia la cúpula més gran del món en aquell moment. El pintor de gènere Antonio Rotta rep el premi internacional de pintura.

## Dades
- Superfície: 233 hectàrees.
- Països participants: 35
- Visitants: 7.255.000
- Cost de l'Exposició: 9.561.635 $.